# 제국익문사
제국익문사(帝國益聞社)는 대한제국의 행정 기관이자 첩보기관으로, 1902년(광무 6) 6월 대한제국의 초대 황제 고종이 황제 직속으로 설립한 비밀 정보기관이며 방첩, 고위 관원, 해외 관원, 간첩 등의 동태, 정보 등을 파악하였다. 1910년 해체되었다.

## 내용
1902년(광무 6) 6월 황제 직속으로 조직, 설치되었다. 이 기관은 정부 고관과 서울 주재 외국 공관원의 동정, 첩보, 국사범과 흉악범, 첩자, 외국인의 간첩행위를 탐지하는 것이 주요 임무였다. 제국익문사비보장정에 비밀활동지침을 규정하였다. 제국익문사는 근대적 형태의 정보기관이며, 표면적으로는 '매일 사보를 발간해 국민들이 보도록 하고 국가에 긴요한 서적도 인쇄'하는 현대판 통신사 기능을 담당했다.
요원은 총 61명으로, 수장은 독리이고, 그 아래 사무, 사기, 사신이 있었으며, 상임 통신원 16명이 있었다. 요원들은 고종에게 정보를 보고할 때 화학비사법(化學秘寫法)이라는 특수한 방법으로 보고를 하였다. 그밖에 비공개 요원도 있었으나 비공개 요원의 직책, 칭호에 대해서는 알려진 것이 없다.
한일 합병 조약 직후 일제강점기까지 독립운동 비자금 조달 및 대한제국 순종황제의 옆에서 외부의 상황을 알리기도 하였으나 1910년 일제에 의해 강제해산되었다. 이들은 이후 독립운동과 항일의병투쟁을 이어갔다.

## 같이 보기
- 정보기관
- 대한민국 중앙정보연구위원회
- 대한민국 중앙정보부
- 대한민국 국가정보원